# Мироненко, Виктор Андреевич
Виктор Андреевич Мироненко (укр. Віктор Андрійович Мироненко; род. 1 ноября 1946, Песчанокопское, Ростовская область) — украинский политик. Член КПУ, Народный депутат Украины.

## Биография
В 1964-1965 годах тракторист Каменского совхоза Ростовской области. В 1965-1969 годах обучался в Ростовском мореходном училище рыбной промышленности.
В 1969-1970 годах 3-й помощник капитана, Белозерская база Гослова объединения «Северрыба» в Беломорске, РСФСР. В 1970-1971 годах 2-й помощник капитана, рыболовецкая артель «Заря коммунизма», село Петрушино Ростовской области, РСФСР. В 1971 году старший помощник капитана, Керченский морской рыбный порт.
В 1971 году грузчик, Керченское железнодорожное хозяйство. 1971-1972 годах грузчик, Керченский комбинат хлебопродуктов.
В 1972-1973 годах помощник капитана, Керченский торговый порт.
1973-78 — грузчик-докер, Керченский комбинат хлебопродуктов.
Закончил в 1980 году Кубанский государственный университет, преподаватель истории и обществоведения. В 1978-1982 годах учитель Войковской СШ Ленинского района Крымской области.
В 1982-1983 годах матрос, объединения «Южрыбпромразведка», г. Керчь.
В 1983-1984 — учитель, СШ N 14 г. Керчи. В 1984-1986 — преподаватель, МПТУ N 5 г. Керчи. В 1986-1998 годах преподаватель, Керченского политехнического техникума.
Народный депутат Украины 3 созыва с 03.1998, избирательный округ № 5, АР Крым. На время выборов: преподаватель Керченского политехнического техникума, член КПУ. Член Комитета по зарубежных делам и связям с СНГ (с 07.1998; позже — Комитет по иностранным делам), член фракции КПУ (с 05.1998).
Народный депутат Украины 4 созыва 04.2002 — 04.2006, избирательный округ N 5, АР Крым, выдвинут КПУ. За 24,89 %, 13 соперников. Член фракции коммунистов (с 05.2002), председатель подкомитета по вопросам сотрудничества со странами СНГ Комитета по иностранным делам (с 06.2002).
Председатель керченского отдела Народно-оппозиционного союза Крыма, один из организаторов движения «Родина».
Женат.

## Ссылка
- сайт ВРУ